# Böckelmannsche Windmühle

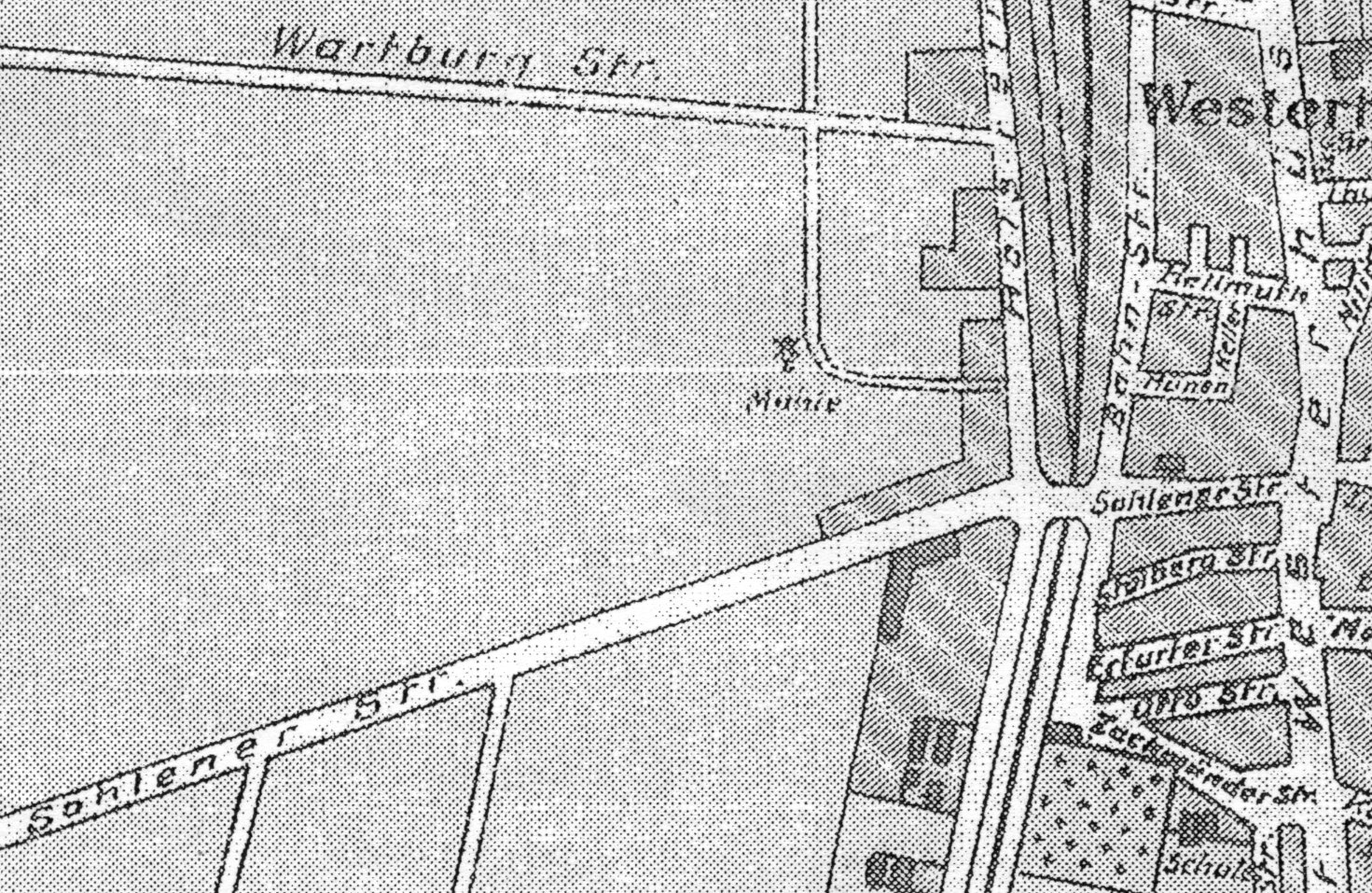
Karte aus der Zeit nach dem Ersten Weltkrieg mit der nördlich der Sohlener Straße eingezeichneten Böckelmannschen Windmühle

Die Böckelmannsche Windmühle war eine Windmühle im jetzt zur Stadt Magdeburg gehörenden Stadtteil Westerhüsen, die später in Meitzendorf stand.

## Geschichte
Der Bau der Mühle erfolgte im Jahr 1716. Der Müller der Schiffsmühle Westerhüsen, Kaspar Wieblitz hatte wegen des gestiegenen Bedarfs die Erlaubnis zum Bau dieser neuen Mühle erhalten. Nach dem hierzu am 17. Oktober 1716 geschlossenen Vertrag mit dem Domkapitel hatte das Domkapitel den Bauplatz zur Verfügung zu stellen, Kaspar Wieblitz hatte darauf die Mühle zu errichten, die in seinem Eigentum blieb. Als jährlich zu entrichtender Grundzins wurden 10 Taler vereinbart. Die Mühle entstand auf den Hügeln westlich des Dorfes im Bereich der heutigen Sohlener Straße. Wieblitz wohnte vermutlich auf dem Grundstück Alt Westerhüsen 31, zu dem die Mühle gehörte. Kaspar Wieblitz hatte gute Beziehungen zur Domvogtei. Auf eine von ihm geführte Beschwerde untersagte die Domvogtei am 21. April 1721 dem Beyendorfer Müller Nickoln mit dem Karren von Westerhüser Kunden Getreide abzuholen. Es wurde ihm eine Strafe von 10 Talern und Beschlagnahme des Karren angedroht. Eine ähnliche Auseinandersetzung hatte es Jahre zuvor auch um die Schiffsmühle gegeben, wobei die Westerhüsener Seite vor Gericht letztlich unterlegen war.
1735 übergab Wieblitz die Wind- und auch die Schiffsmühle an seinen Sohn Peter Wieblitz, der bereits zuvor in der Bewirtschaftung der Mühlen mitarbeitete. Kaspar Wieblitz verzog nach Salbke, wo er am 6. Juni 1756 verstarb. Später war Johann Wieblitz Eigentümer der Windmühle, er verstarb 90-jährig am 8. November 1865. Bereits ab 1839 betrieb als Sohn des Ackermanns Martin Böckelmann aus der heutigen Hilligerstraße 3 geborene Müller Daniel Böckelmann (1809–1898), auf den der Mühlenname zurückgeht, gemeinsam mit Anna Elisabeth, geborene Wieblitz, der Schwester des Voreigentümers, die Mühle. 1866 soll die Mühle einen neuen Hammer erhalten haben. Der Sohn Johann Böckelmann (1844–1911) führte die Mühle ab 1885. Die Mühle blieb über die Zeit weitgehend unverändert, nur die Inneneinrichtung wurde jeweils erneuert. 1897 wurde ein Mahlgang durch einen modernen Walzenstuhl ersetzt, sowie Sichtmaschinen angeschafft.
Johann Böckelmann verkaufte die Mühle später an den Müller Otto Beyer aus Meitzendorf, da sein eigener Sohn den Betrieb nicht weiterführen wollte. Beyer baute die Mühle ab und ließ sie nach Meitzendorf bringen. Dort wurde sie später stillgelegt. 1938 stand sie als letzte Meitzendorfer Mühle bereits ohne Flügel im freien Feld. Im Inneren betrieb damals jedoch noch die Tochter Beyers eine Schrotmühle. Heute ist die Mühle jedoch nicht mehr erhalten.
Seinen Kossatenhof verkaufte Johann Böckelmann 1908 an den jüdischen Kaufmann Aron Lubrainschick, der dort ein Kaufhaus errichtete. In diesem Haus lebte Johann Böckelmann zur Miete bis zu seinem Tode.
Das Grundstück der Mühle war zunächst im Eigentum Böckelmanns und nach seinem Tode seiner Frau geblieben. In der Zeit der Inflation wurde das Gelände an die Firma Gebrüder Allendorff aus Schönebeck verkauft. Die Ackerfläche wurde zu Schrebergärten umgestaltet. Noch heute (Stand 2011) befindet sich an der Stelle eine Kleingartenanlage. Der Platz der Mühle war noch lange zu erkennen. In einem Bericht aus dem Jahr 1938 wird geschildert, dass die Kuppe des Mühlenhügels etwas abgetragen sei. Die großen Findlinge, auf denen ursprünglich der Mühlenbock ruhte, waren vom Besitzer der Gartenparzelle, Hermann Pohl, in eine große Grube gewälzt worden. In der Ostseite des Mühlenhügels befand sich zum damaligen Zeitpunkt ein tonnengewölbter Keller.

## Inschriften
Über der Tür der Mühle stand verwittert und undeutlich zu lesen Ao. 1797. Im Inneren der Mühle stand, eingeschnitten in einen Balken über der Tür:
M.J.D.W. DEN 4T. MÄRZ

A.M.B. 1782 J.A.B.
Die Bedeutung der Buchstaben ist nur zum Teil klar. Die ersten vier Buchstaben standen für Meister Johann Daniel Wieblitz. Die weiteren Buchstaben bezeichneten vermutlich andere Personen. Auch die Bedeutung der Jahreszahl ist unbekannt. Denkbar erscheint das 1782 ein Neubau der Mühle, als Ersatz für das Gebäude von 1716, oder zumindest eine Reparatur erfolgt war. Auf einem Schwellbalken des Bocks befand sich die Inschrift A.B. 1866. Möglicherweise bezog sich die Inschrift auf den eventuell 1866 eingefügten neuen Hammer, wobei unklar ist, wieso sie sich dann nicht auf dem Hammer selbst befand.